# Jessie Rooke
Jessie Spink Rooke (Londres, 10 de setembro de 1845 – Burnie, 4 de janeiro de 1906) foi uma sufragista e ativista do movimento da temperança inglesa radicada na Austrália.

## Biografia
Jessie Rooke nasceu em 10 de setembro de 1845 em Londres e era filha de William Walker e Catherine Scollay. Rooke mudou-se para Melbourne, Austrália e em 1867 casou-se com o neozelandês Peter Charles Reid. Após a morte de Reid, ela casou-se com o viúvo Charles Rooke em 14 de agosto de 1883. O casal foi morar em Burnie, Tasmânia, no início da década de 1890, e ela se envolveu com a Woman's Christian Temperance Union (WCTU; União de Temperança Feminina Cristã) da cidade. Ela foi eleita presidente da organização em 1894.
A WCTU destacou-se como líder da campanha pelo sufrágio feminino na Tasmânia. Em 1896, Rooke visitou cidades da Tasmânia com a superintendente de sufrágio Georgina Kermode. Elas organizaram encontros públicos de mulheres, arrecadaram fundos de campanha, distribuíram panfletos e coletaram assinaturas para uma petição pedindo para que o direito ao voto fosse garantido às mulheres. A petição foi apresentada ao Parlamento da Tasmânia no final de 1896. Em 1898 Rooke viajou pelo estado novamente com a sufragista Elizabeth Webb Nicholls, da Austrália Meridional. Elas visitaram trinta cidades para coletar assinaturas de uma petição. Embora os projetos de lei a favor do sufrágio feminino tenham sido derrotados em 1896 e 1897, em 1903 as mulheres da Tasmânia conseguiram o direito ao voto.
Em 1898, Rooke tornou-se presidente da filial da WCTU na Tasmânia e, em 1903, presidente da WCTU australiana.
Rooke foi delegada da conferência do Conselho Internacional de Mulheres em 1902, em Washington, e em 1903 fundou a Tasmanian Women's Suffrage Association (Associação de Sufrágio Feminino da Tasmânia), que mobilizou mulheres para a próxima eleição.
Rooke permaneceu no cargo de presidente da WCTU até a sua morte em 1906 por insuficiência cardíaca congestiva.